# Бољуни
Бољуни су једна од најзначајнијих некропола стећака у истиоименом засеоку Бјелојевића, 10 km југозападно од Стоца у Херцеговини. Споменици датирају из XIV и XV века.
Убраја се у веће некрополе са 269 стећака: 176 сандука, 78 плоча, 12 сљеменака и 3 крстаче. Украшена су 92 стећка, што је значајан просек од 35%. Поред уобичајених орнаменталних мотива срећу се и многе фигуралне сцене: лов на јелене, турнир, коко (коловођа на јелену), лав гуштер, коњичке фигуре и жена с дететом.
Бољуни су понајвише познати по 19 епитафа у којима се помињу Тарах Биљуновић, Радосав Хераковић, Грубач, Влатко Вуковић, Љубица Влатковица, Вукић Вучић Вукац, Јерина Вукасовић, Петар Вукчић, Радић Вучић, Стана Ђурановица, Влад Владисалић, Радић Владисалић и „Радићев брат“.
На гробу Влатка Вуковића Косаче, господара Хума и војсковође краља Твртка I (бан 1353—1377, краљ 1377—1395) који је учествовао у Косовском боју 1389. године, уклесано је:
Асе лежи добри чоек Влатко Вуковић. Војвода Влатко је први побиједио Турке код Билеће 27. августа 1388. Умро је 1392. Велики је војвода из куће Косача. Особа од посебног поверења краља Твртка.
У литератури се сматра да су већину украса на стећцима извели клесари Грубач и његов помоћник Семорад.